# İbrahim Erata
İbrahim Erata (* 24. November 1998) ist ein türkischer Leichtathlet, der im Mittel- und Langstreckenlauf an den Start geht.

## Sportliche Laufbahn
Erste Erfahrungen bei internationalen Meisterschaften sammelte İbrahim Erata bei den Crosslauf-Europameisterschaften 2021 in Dublin, bei denen er nach 18:58 min den zehnten Platz in der Mixed-Staffel belegte. 2023 gelangte er bei der 1. Liga der Team-Europameisterschaft im Rahmen der Europaspiele in Chorzów mit 3:43,55 min auf den zwölften Platz im 1500-Meter-Lauf. Anschließend schied er bei den World University Games in Chengdu mit 3:58,85 min im Vorlauf aus. Bei den Crosslauf-Europameisterschaften 2024 in Antalya belegte er in 19:04 min den achten Platz in der Mixed-Staffel. 2025 gewann er bei den Balkan-Hallenmeisterschaften in Belgrad in 3:51,99 min die Bronzemedaille über 1500 Meter hinter dem Armenier Jerwand Mkrttschjan und Anže Svit Požgaj aus Slowenien. 
2023 wurde Erate türkischer Hallenmeister im 3000-Meter-Lauf.

## Persönliche Bestleistungen
- 800 Meter: 1:50,42 min, 21. Mai 2023 in Izmir
- 1500 Meter: 3:38,53 min, 5. Juli 2023 in Barcelona
  - 1500 Meter (Halle): 3:44,31 min, 25. Januar 2025 in Antequera
  - 3000 Meter (Halle): 8:09,14 min, 15. März 2023 in Istanbul